# Говјештица
Пећина Говјештица се налази у кањону ријеке Прача, лијеве притоке Дрине, у подножју романијског масива, око 40 километара источно од Сарајева. Административно, пећина припада општини Рогатица. Дуга је 9.682 метра и још је у фази истраживања. У близини ове пећине налази се Мрачна пећина или Бањ стијена на удаљености мањој од једног километра, а трећа пећина је Голубовићка, којој се може прићи из правца рогатичке мјесне заједнице Стјенице, што све укупно чини прави комплекс пећина на једном мањем простору.

## Историјат
Пећина Говјештица се налази у близини Мрачне Пећине која је постала позната од почетка XX вијека, када је због изградње пруге кроз кањон Праче добила одређени туристички интерес.
Такође, из тог раног раздобља у литератури је поменуто неколико спелео-биолошких као и палеонтолошких истраживања, која завршавају у периоду 1960—1970. Међутим, иако су неке информације биле доступне за Мрачну Пећину (процјењено је да је њена дужина око 1200 m), о Говјештици (или Дуговјештици, као што је често назива локално становништво) веома се мало знало, осим импресивних димензија улаза и мапе првих 80—100 m дужине.
Од 2010. године, међународни тим спелеолога из Италије и Босне и Херцеговине започео је ново, детаљно истраживање ових предјела, укључујући и плато масива Романије. Истражено је и документовано неколико нових пећина, направљена је детаљна мапа Мрачне пећине којом је потврђена њена раније процијењена дужина од 1200 m, али најзначајнији и најинтересантнији резултати истраживања долазе истраживањем пећине Говјештице, са дужином до сада нацртаних канала износи око 7600 m.

## Унутрашњост пећине
Истражени подземни пролази који укључују и неколико великих дворана, нису само значајни због својих димензија, већ они имају јако важне природне, научне и естетске вриједности. У пећини је пронађена велика колонија шишмиша, од отприлике хиљаду јединки.
Широка распрострањеност троглобитске врсте Anthroherpon cylindricollis је добар знак за будућа истраживања подземног биодиверзитета. У пећини је такође откривен и велики депозит костију Ursus spelaeus-а, а у неколико пролаза зидови пећине су прекривени са још увијек неидентификованим фосилима који потичу из периода формирања стијена пећине.
Већина пећине је прекривена украсима велике естетске вриједности, како због облика тако и због њихових димензија. Поједини пролази у пећини испуњени су кристалима калцита и необичним хеликтитима.

## Степен заштите
Пећина Говјештица се налази на листи подручја планираних за успостављање заштите у планском периоду по  класификацији.